# リヴァーヴァードン
リヴァーヴァードン（中: 翠河、英: River Verdon、1987年 - 2005年）は、香港で競走生活を送ったアイルランド産のサラブレッド競走馬。香港ジョッキークラブにおける登録番号はBG302。1990年/1991年シーズンなど3度にわたって香港年度代表馬に選ばれ、また香港競馬初の香港三冠馬となった。

## 経歴

### 出自
アイルランドで生産された競走馬で、1989年に香港ジョッキークラブの代表であった張奧偉と、香港の弁護士であった夏佳理によってPPG（privately purchased griffin、個人輸入の新馬）として香港に輸入された馬である。父馬Be My Native、母馬Tuyenuはともに夏佳理の所有馬で、そのため生産者名義は夏佳理となっている。
一般的な香港馬と同様に3歳よりデビューする予定であったが、馬房内での故障により1年間の休養を余儀なくされ、デビューは翌年へと持ちこされた。

### 連年の香港馬王
競走馬としてのデビューは4歳シーズンになった1990年9月29日で、同シーズンは負けなしで6連勝を飾った。その内容も香港ダービーと香港チャンピオンズ&チャターカップを含む内容の濃いものであり、この戦績が評価されてデビュー年にして香港馬王（香港年度代表馬）に選出された。
翌シーズンも好調を保ち、シーズン前半に当時の香港にはまだ少なかった国際競走の香港招待カップへと出走し、海外からの参戦馬を破って香港勢として初の同競走優勝を挙げた。この年勝った競走も香港ゴールドカップやクイーンエリザベス2世カップと大競走で、特にチャンピオンズ&チャターカップは翌年に続いての連覇、さらには2シーズン連続の香港馬王に選出されている。

### 三冠達成
1992年/1993年シーズンは2勝にとどまったが、ゴールドカップ・チャンピオンズ&チャターカップの連覇と内容を欠くものではなかった。また、リヴァーヴァードンはこの年までに獲得賞金が1000万香港ドルの大台を超え、香港馬としては初の1000万ドルホースとなる快挙を成し遂げた。同年はこのほか、香港馬として初めてアメリカ合衆国のアーリントンミリオンステークス（アーリントンパーク競馬場）へと招待され、初の海外遠征を敢行した。結果は12頭立ての11着に敗れている。
1993年/1994年シーズンは香港スチュワーズカップ、香港ゴールドカップ、香港チャンピオンズ&チャターカップの3競走に優勝し、1991年/1992年シーズンに創設されて以来初めての香港三冠を達成、初代三冠馬の称号を得た。2024年/2025年シーズンにヴォイッジバブルが三冠を達成するまで、香港三冠馬はリヴァーヴァードン1頭のみの快挙であった。同年は3度目の香港馬王に選ばれている。

### 凋落
しかし、香港三冠がリヴァーヴァードンにとって最後の華々しい戦績ともなった。翌シーズンの1994年/1995年シーズンにはオーストラリア遠征が予定され、シーズン初頭の9月に特設された壮行競走に出走、これを優勝した。しかし肝心の遠征初戦となったコックスプレート（ムーニーヴァレー競馬場）では11着、メルボルンカップ（フレミントン競馬場）では20着とまったく結果を出せず、遠征は失敗に終わった。国内重賞においてもゴールドカップ3着が最高の成績と、以後まったく振わなくなった。
最後の1995年/1996年シーズンも4戦するが掲示板に載ることすらなく、1996年3月10日の一般競走で14着殿負けを喫したのを最後に競走を終え、3月16日付で引退した。生涯獲得賞金は約1950万香港ドルで、これは当時の大記録であった。

## 引退後
引退後はオーストラリアメルボルンにあるカーバイン・サラブレッドスタッドファーム (Carbine Thoroughbred Stud Farm) に移され、全妹のリヴァーセレインとともに現地で繋養されて余生を過ごした。
リヴァーヴァードンは2005年6月18日に病死した。その遺骸は剥製にされ、現在は香港のハッピーバレー競馬場内にある香港賽馬博物館で展示されている。

## 評価

### 主な勝鞍
1989年/1990年（3歳） 未出走
1990年/1991年（4歳） 6戦6勝
香港ダービー、香港チャンピオンズ&チャターカップ
1991年/1992年（5歳） 7戦4勝
香港招待カップ、香港ゴールドカップ、クイーンエリザベス2世カップ、香港チャンピオンズ&チャターカップ（連覇）
1992年/1993年（6歳） 5戦2勝
香港ゴールドカップ（連覇）、香港チャンピオンズ&チャターカップ（3連覇）
1993年/1994年（7歳） 7戦3勝
香港三冠（香港スチュワーズカップ、香港ゴールドカップ（3連覇）、香港チャンピオンズ&チャターカップ（4連覇））
1994年/1995年（8歳） 6戦1勝
1995年/1996年（9歳） 4戦0勝

### 年度代表馬
- 1990年/1991年 - 香港年度代表馬
- 1991年/1992年 - 香港年度代表馬
- 1993年/1994年 - 香港年度代表馬

## 血統表
| リヴァーヴァードンの血統（レイズアネイティヴ系 / 5代内アウトブリード） | リヴァーヴァードンの血統（レイズアネイティヴ系 / 5代内アウトブリード） | リヴァーヴァードンの血統（レイズアネイティヴ系 / 5代内アウトブリード） | （血統表の出典）       | （血統表の出典） |
| 父 Be My Native 1979 黒鹿毛 アメリカ                                   | 父の父Our Native 1970 鹿毛 アメリカ                                    | Exclusive Native                                                       | Raise a Native         | Raise a Native   |
| 父 Be My Native 1979 黒鹿毛 アメリカ                                   | 父の父Our Native 1970 鹿毛 アメリカ                                    | Exclusive Native                                                       | Exclusive              |                  |
| 父 Be My Native 1979 黒鹿毛 アメリカ                                   | 父の父Our Native 1970 鹿毛 アメリカ                                    | Our Jackie                                                             | Crafty Admiral         | Crafty Admiral   |
| 父 Be My Native 1979 黒鹿毛 アメリカ                                   | 父の父Our Native 1970 鹿毛 アメリカ                                    | Our Jackie                                                             | Rakahanga              |                  |
| 父 Be My Native 1979 黒鹿毛 アメリカ                                   | 父の母Witchy Woman 1972 栗毛 アメリカ                                  | Strate Stuff                                                           | Noholme                | Noholme          |
| 父 Be My Native 1979 黒鹿毛 アメリカ                                   | 父の母Witchy Woman 1972 栗毛 アメリカ                                  | Strate Stuff                                                           | Lady Vale              |                  |
| 父 Be My Native 1979 黒鹿毛 アメリカ                                   | 父の母Witchy Woman 1972 栗毛 アメリカ                                  | Witchy Norma                                                           | Crimson Satan          | Crimson Satan    |
| 父 Be My Native 1979 黒鹿毛 アメリカ                                   | 父の母Witchy Woman 1972 栗毛 アメリカ                                  | Witchy Norma                                                           | Tomratta               |                  |
| 母 Tuyenu 1976 栗毛 イギリス                                           | 母の父Welsh Pageant 1966 鹿毛 フランス                                 | Tudor Melody                                                           | Tudor Minstrel         | Tudor Minstrel   |
| 母 Tuyenu 1976 栗毛 イギリス                                           | 母の父Welsh Pageant 1966 鹿毛 フランス                                 | Tudor Melody                                                           | Matelda                |                  |
| 母 Tuyenu 1976 栗毛 イギリス                                           | 母の父Welsh Pageant 1966 鹿毛 フランス                                 | Picture Light                                                          | Court Martial          | Court Martial    |
| 母 Tuyenu 1976 栗毛 イギリス                                           | 母の父Welsh Pageant 1966 鹿毛 フランス                                 | Picture Light                                                          | Queen of Light         |                  |
| 母 Tuyenu 1976 栗毛 イギリス                                           | 母の母Attuned 1969 鹿毛 アイルランド                                   | Faberge                                                                | Princely Gift          | Princely Gift    |
| 母 Tuyenu 1976 栗毛 イギリス                                           | 母の母Attuned 1969 鹿毛 アイルランド                                   | Faberge                                                                | Spring Offensive       |                  |
| 母 Tuyenu 1976 栗毛 イギリス                                           | 母の母Attuned 1969 鹿毛 アイルランド                                   | Cann-track                                                             | Sound Track            | Sound Track      |
| 母 Tuyenu 1976 栗毛 イギリス                                           | 母の母Attuned 1969 鹿毛 アイルランド                                   | Cann-track                                                             | Rosie Mccann F-No.13-e |                  |

父ビーマイネイティヴはイギリスで競走生活を送り、1983年のコロネーションカップに優勝した馬である。種牡馬としてはおもにナショナルハント競走用の競走馬を中心に送り出しており、産駒に活躍馬は多いものの、ほとんどがせん馬である。